# Школа Америк

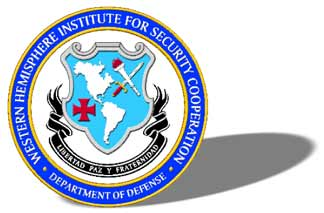
Логотип института

«Институт западного полушария по сотрудничеству в сфере безопасности» (WHISC — Western Hemisphere Institute for Security Cooperation), ранее — Школа Америк (SOA, School of the Americas) — специализированное военно-учебное заведение, основанное в 1946 году. Содержится за счёт правительства США. В настоящее время находится в Колумбусе в Джорджии. В годы «холодной войны» готовила кадры для антикоммунистических режимов, включая диктаторские.

## История
«Стандартизация вооружения и организации военного обучения в западном полушарии под единым руководством США» были предусмотрены в послании к конгрессу президента США Трумэна «Межамериканское военное сотрудничество» от 6 мая 1946 года.
В том же 1946 году, после начала «холодной войны», в зоне Панамского канала, на территории американской военной базы Форт-Амадор был создан «Латиноамериканский тренировочный центр» (англ. Latin American Training Center – U.S. Ground Forces).
В течение 1949 года центр был расширен, перемещен на территорию американской военной базы Форт-Гулик и получил новое наименование (U.S. Army Caribbean Training Center).
В 1963 году центр получил новое название — «Школа Америк» (U.S. Army School of the Americas).
По состоянию на 31 декабря 1980 года, в «Школе Америк» было подготовлено 38 854 военнослужащих, полицейских и сотрудников органов безопасности.
Основной упор в программах Школы делался на обучение борьбе с повстанцами, а также на антикоммунистическую идеологическую обработку слушателей. В 1980-х учебные планы Школы Америк включали обучение пыткам.
В 1984 году центр был перемещён на американскую военную базу Форт-Беннинг.
16.11.1989 в Сальвадоре национальными гвардейцами (среди которых были выпускники школы) было совершено убийство шести католических священников-иезуитов и двух женщин (домоправительницы и её дочери) в помещении миссии на территории католического университета («Jose Simeon Canas University of Central America»), это убийство вызвало значительный международный резонанс.

## Современное состояние
В 2004 году Венесуэла прекратила подготовку военных кадров и сотрудничество с центром.
28 марта 2006 года о прекращении сотрудничества с центром объявило правительство Аргентины.
18 февраля 2008 года о прекращении подготовки в центре офицерских кадров для вооружённых сил и полиции объявил президент Боливии.

## SOA Watch
В 1990 году в Вашингтоне была создана некоммерческая правозащитная организация «School of the Americas Watch» (сокращенно — SOA Watch), целью которой стало привлечение внимания общественности к деятельности «Школы Америк» и её выпускников, связанные с ними эксцессы, нарушения законности и прав человека. Одной из наиболее известных акций протеста «SOA Watch» является проведение в каждую годовщину гибели священников памятного митинга и поминальной службы у ворот американской военной базы Форт-Беннинг, на территории которой расположен центр.
В результате, в 2000 году власти США вновь переименовали центр — в «Институт западного полушария по сотрудничеству в сфере безопасности», а также ввели в программу обучения 8-часовой лекционный курс о правах человека.

## Известные выпускники
Среди выпускников школы множество людей, ставших впоследствии диктаторами и главами стран. Например, Мануэль Норьега, Омар Торрихос, Гильермо Родригес Лара,  Леопольдо Галтьери, Роберто Виола, Хуан Веласко Альварадо, Эфраин Риос Монтт, Яйя Джамме, Отто Перес Молина, Ольянта Умала.
Кроме того, школу окончили 4693 национальных гвардейцев никарагуанского диктатора А. Сомосы, 1552 военнослужащих гватемальской армии, лидер сальвадорских ультраправых майор д'Обюссон, начальник парагвайского генштаба генерал Фретес Давалос, ряд офицеров силовых структур чилийского диктатора Аугусто Пиночета.

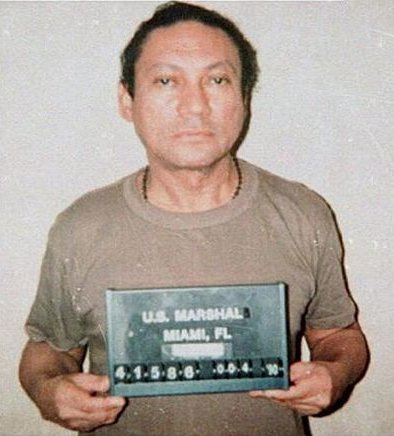
Мануэль Норьега